# Saint-Berain-sous-Sanvignes
Saint-Berain-sous-Sanvignes là một xã ở tỉnh Saône-et-Loire trong vùng Bourgogne-Franche-Comté nước Pháp.

## Thông tin nhân khẩu
Theo điều tra dân số năm 1999, xã này có dân số 980.
Dân số năm 2004 ước khoảng 1.017 người.